# اشتفان بوتف
اشتفان بوتف (بلغاری: Стефан Христов Ботев؛ زادهٔ ۱۴ فوریهٔ ۱۹۶۸) وزنه‌بردار اهل بلغارستان بود.